# Liéhon

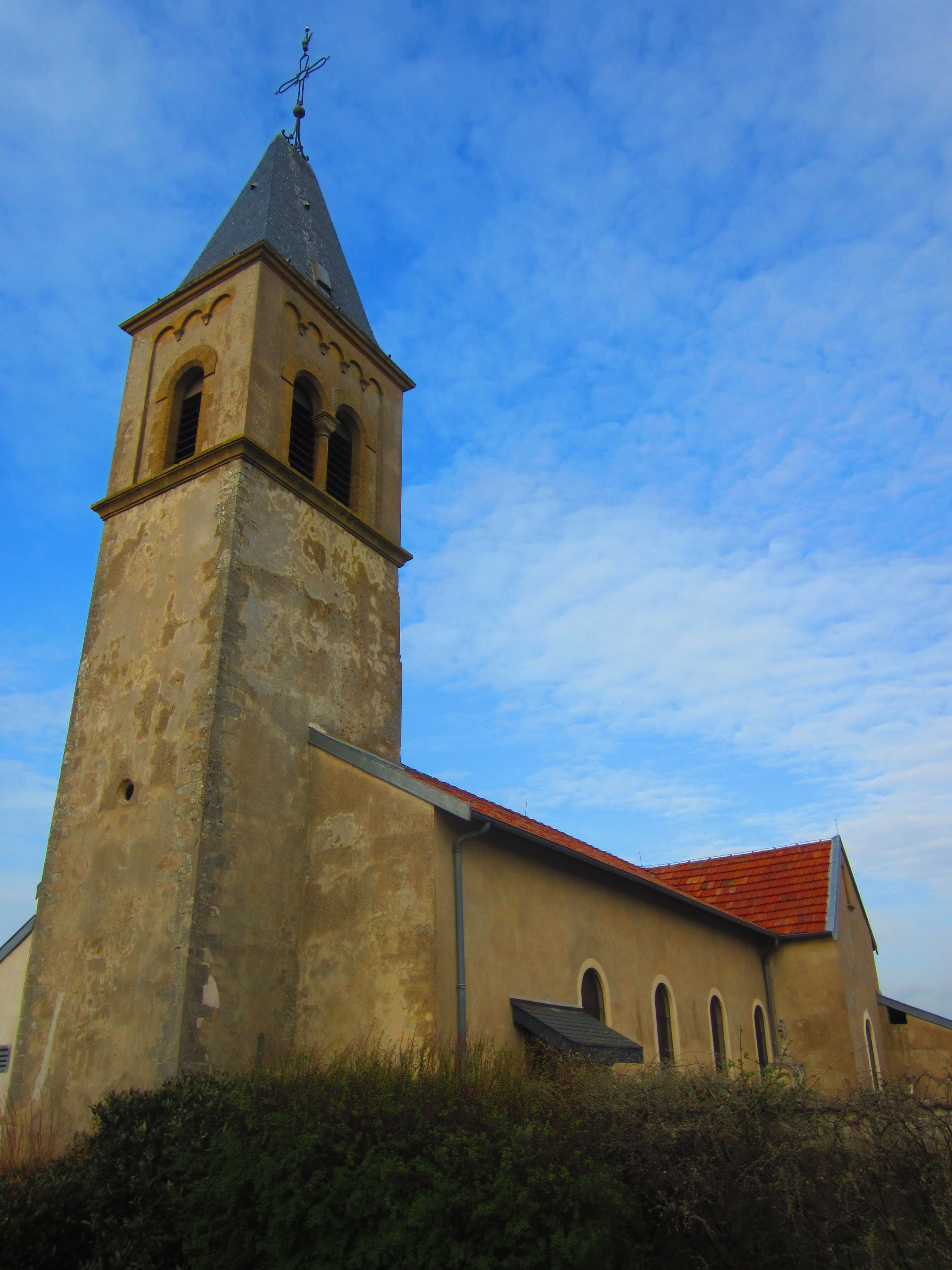
Kirche St. Maurice

Liéhon ist eine französische Gemeinde mit 131 Einwohnern (Stand 1. Januar 2022) im Département Moselle in der Region Grand Est (bis 2015 Lothringen). Sie gehört zum Arrondissement Metz.

## Geographie
Liéhon liegt in Lothringen, 17 Kilometer südöstlich von Metz und vier Kilometer östlich von Verny, auf einer Höhe zwischen 214 und 291 Metern über dem Meeresspiegel, die mittlere Höhe beträgt 260 Meter. Das Gemeindegebiet umfasst 5,34 km².

## Geschichte
Die Ortschaft gehörte früher zum Bistum Metz. Während der Vergrößerung des Flughafens Metz-Nancy-Lothringen im Jahr 2003 wurden Reste einer Villa aus dem 1. Jahrhundert entdeckt, die bis ins 4. Jahrhundert hinein bewohnt war. In der Villa wurden verschiedene goldene Artefakte gefunden.
Durch den Frankfurter Frieden vom 10. Mai 1871 kam die Region an das deutsche Reichsland Elsaß-Lothringen, und das Dorf wurde dem Landkreis Metz im Bezirk Lothringen zugeordnet. Die Dorfbewohner betrieben Getreidebau und Viehzucht.
Nach dem Ersten Weltkrieg musste die Region aufgrund der Bestimmungen des Versailler Vertrags 1919 an Frankreich abgetreten werden. Im Zweiten Weltkrieg war die Region von der deutschen Wehrmacht besetzt.
Liéhon gehörte als französischsprachige Ortschaft zu den 247 letzten Gemeinden, deren Name im Ersten Weltkrieg (1914–1918) am 2. September 1915 eingedeutscht wurden. Der Name wurde in „Lieheim“ geändert und war bis 1919 offizieller Ortsname.

### Demographie
| Jahr                       | 1962 | 1968 | 1975 | 1982 | 1990 | 1999 | 2007 | 2019 |
| Einwohner                  | 94   | 83   | 101  | 118  | 123  | 129  | 119  | 123  |
| Quellen: Cassini und INSEE |      |      |      |      |      |      |      |      |

## Wappen
Die blauen und goldenen Sparren im Gemeindewappen deuten auf das Saulnois (Salzgau) hin, der rote Speer ist das Attribut des örtlichen Schutzpatrons Mauritius.